# Gare de Pierre-Buffière
La gare de Pierre-Buffière est une gare ferroviaire française sur la ligne des Aubrais - Orléans à Montauban-Ville-Bourbon, située sur la commune de Pierre-Buffière dans le département de la Haute-Vienne, en région Nouvelle-Aquitaine.
Pierre-Buffière est une halte de la Société nationale des chemins de fer français (SNCF), elle est desservie par des trains express régionaux de Nouvelle-Aquitaine (TER Nouvelle-Aquitaine).

## Situation ferroviaire
Établie à 275 mètres d'altitude, la gare de Pierre-Buffière est située au point kilométrique (PK) 421,711 de la ligne des Aubrais - Orléans à Montauban-Ville-Bourbon entre les gares ouvertes de Solignac - Le Vigen et Magnac - Vicq. La gare de Glanges, aujourd'hui fermée, s'intercalait entre Pierre-Buffière et Magnac - Vicq.

## Historique
La gare de Pierre-Buffière est ouverte lors de la mise en service, le 1er juillet 1893, de la ligne à double voie de Limoges à Brive via Uzerche. La Compagnie du chemin de fer de Paris à Orléans, avec l'ouverture de ce tronçon, complète son grand axe ferroviaire permettant un trajet direct entre Paris et Toulouse.

### Fréquentation
Selon les estimations de la SNCF, la fréquentation annuelle de la gare figure dans le tableau ci-dessous.
| Année               | 2015   | 2016   | 2017   | 2018   | 2019   | 2020   | 2021   | 2022   | 2023   |
| ------------------- | ------ | ------ | ------ | ------ | ------ | ------ | ------ | ------ | ------ |
| Nombre de voyageurs | 14 953 | 20 189 | 18 866 | 17 974 | 20 396 | 21 915 | 20 151 | 19 554 | 24 338 |

## Services voyageurs

### Accueil
Halte SNCF c'est un point d'arrêt non géré (PANG), équipé de deux quais avec abris, un parking pour les véhicules est aménagé.
La gare dispose d'une salle d'attente au rez-de-chaussée du bâtiment voyageurs.

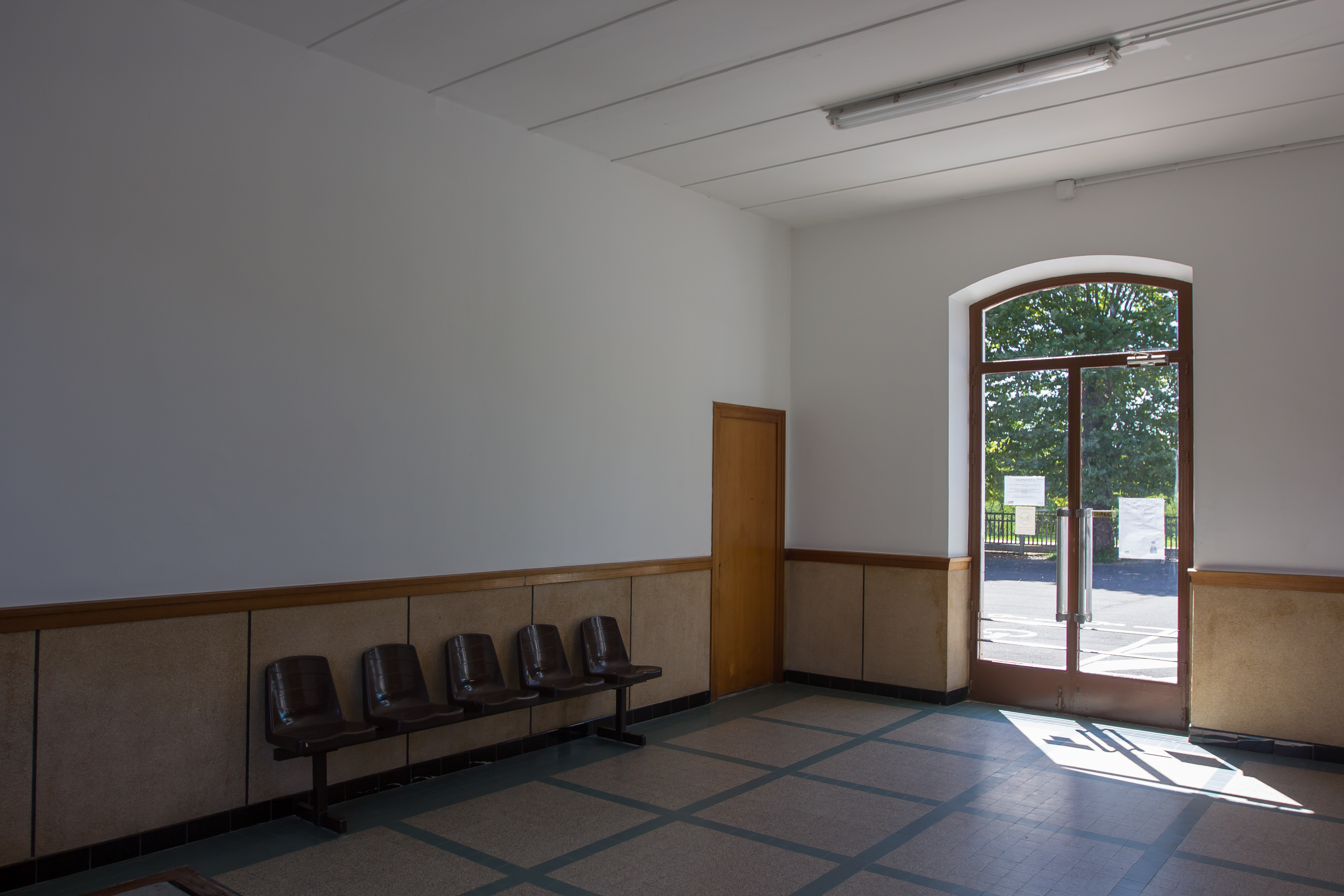
La salle d'attente du bâtiment voyageurs.
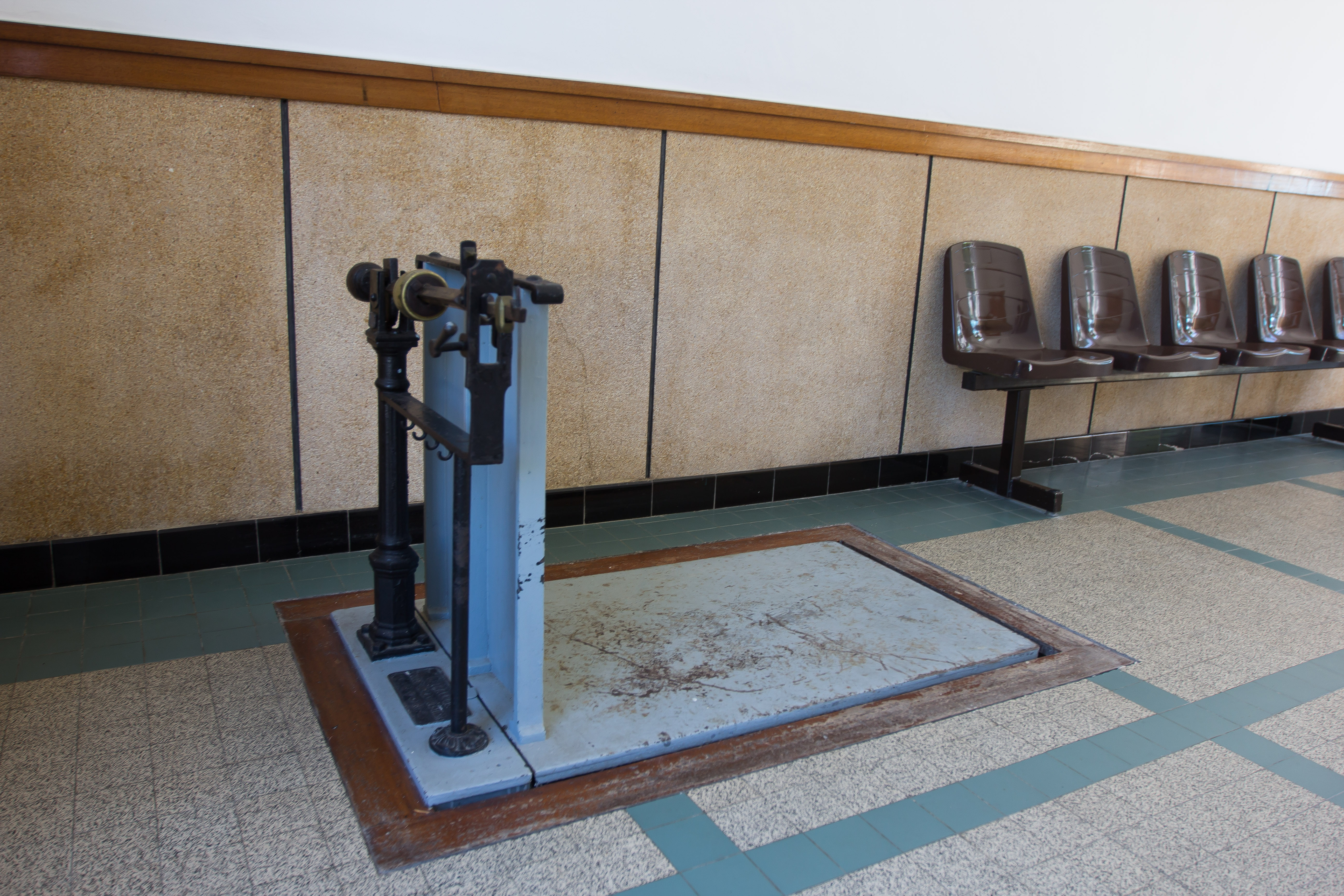
Une ancienne balance de la salle d'attente du bâtiment voyageurs.

### Desserte
Pierre-Buffière est desservie par des trains TER Nouvelle-Aquitaine de la ligne L22, qui circulent entre Limoges et Brive-la-Gaillarde, via Uzerche.

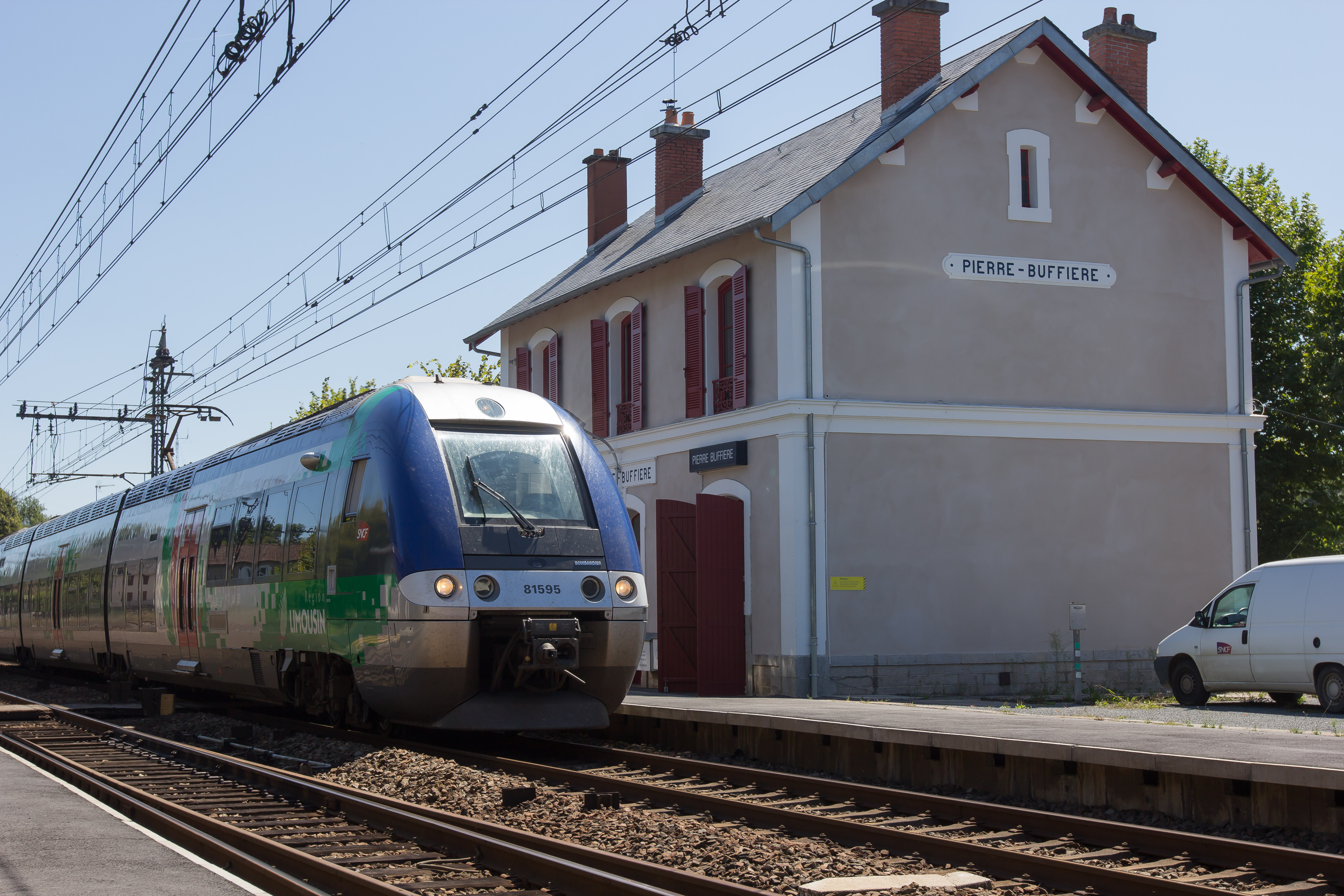
Un TER Limousin en gare en direction de Limoges.
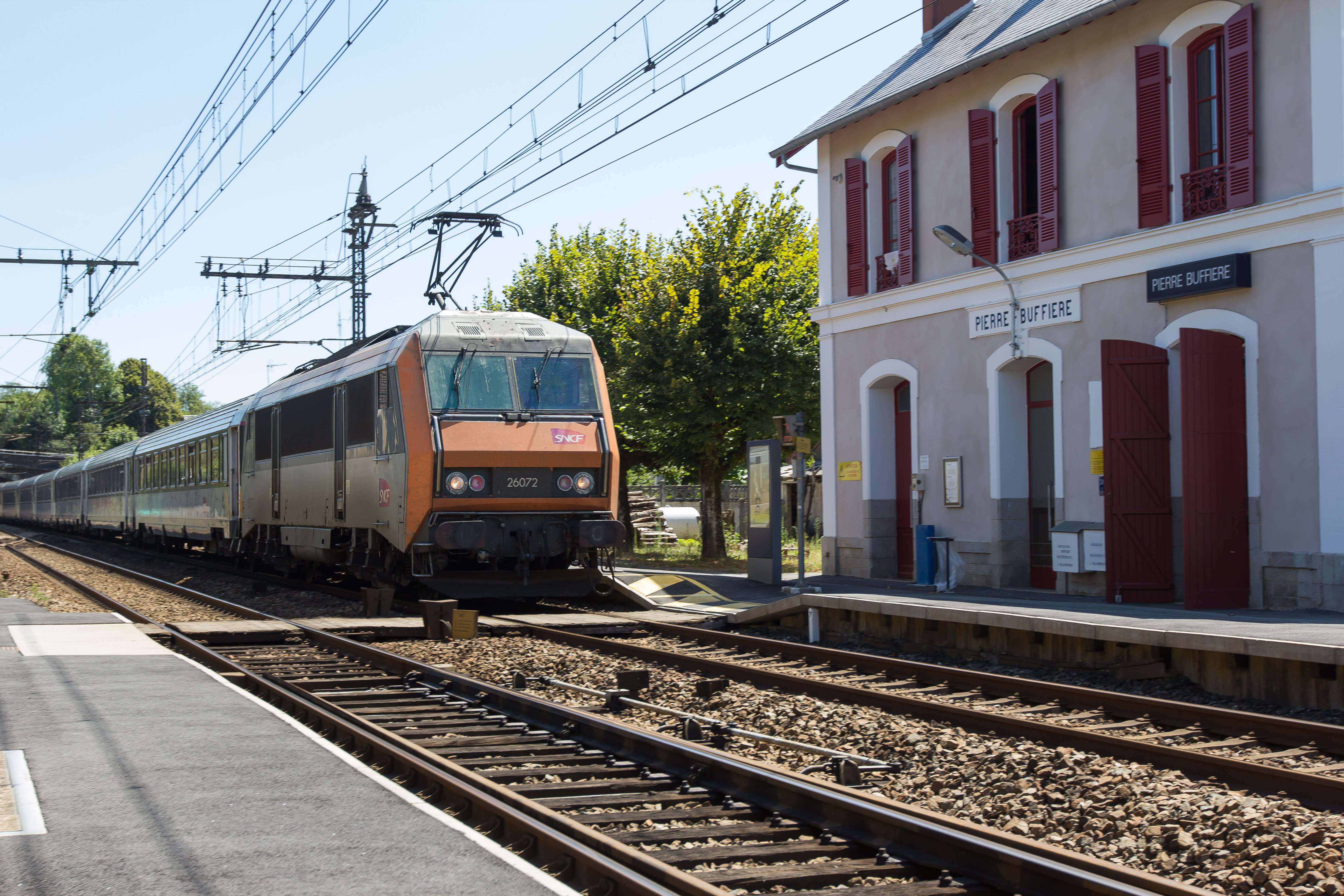
Un train Intercité traversant la gare en direction de Limoges.

### Intermodalité
La gare est desservie par la ligne 216 des cars régionaux en Haute-Vienne.

## Galerie de photographies

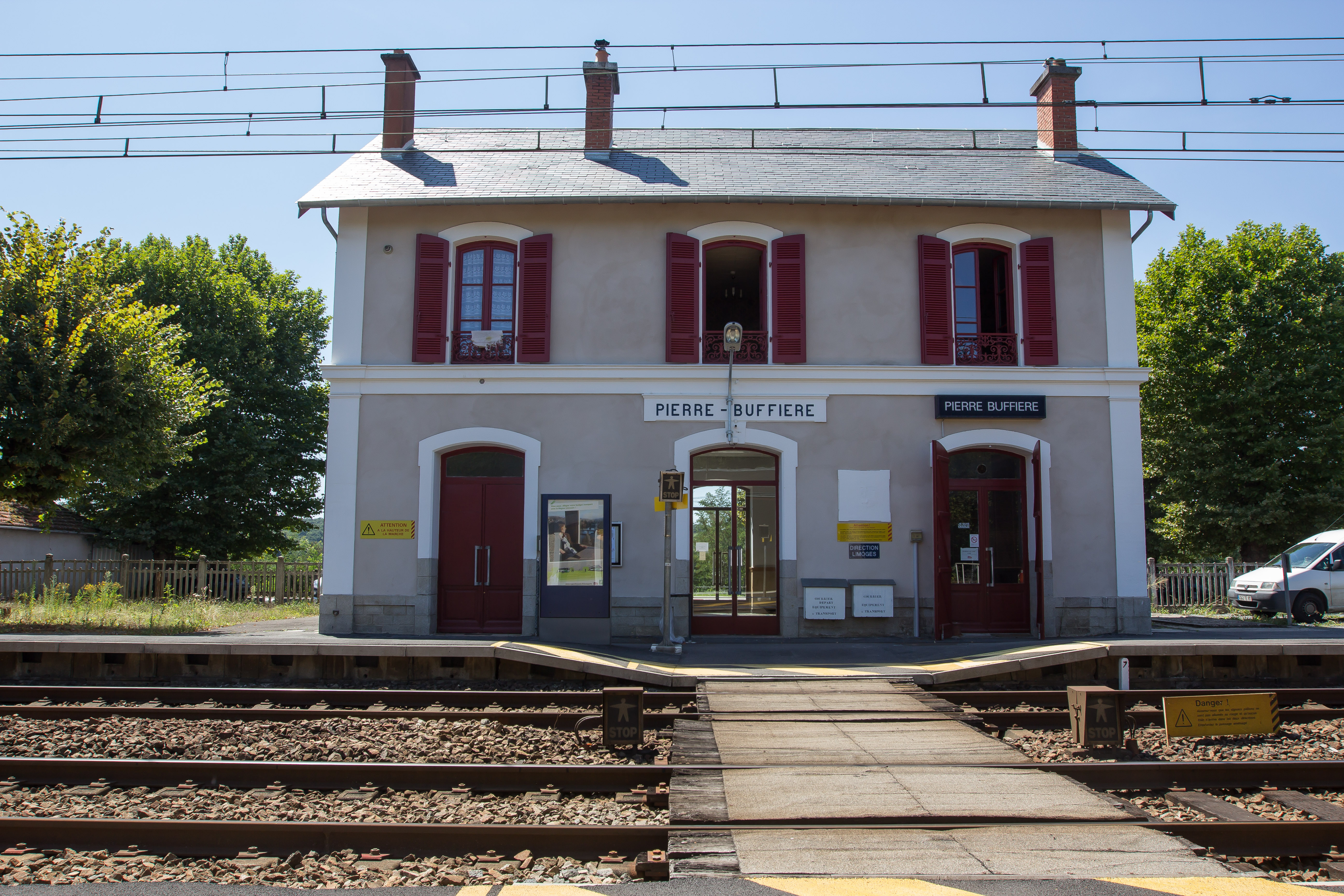
Le bâtiment voyageurs vu des voies et le passage piéton planchéié.
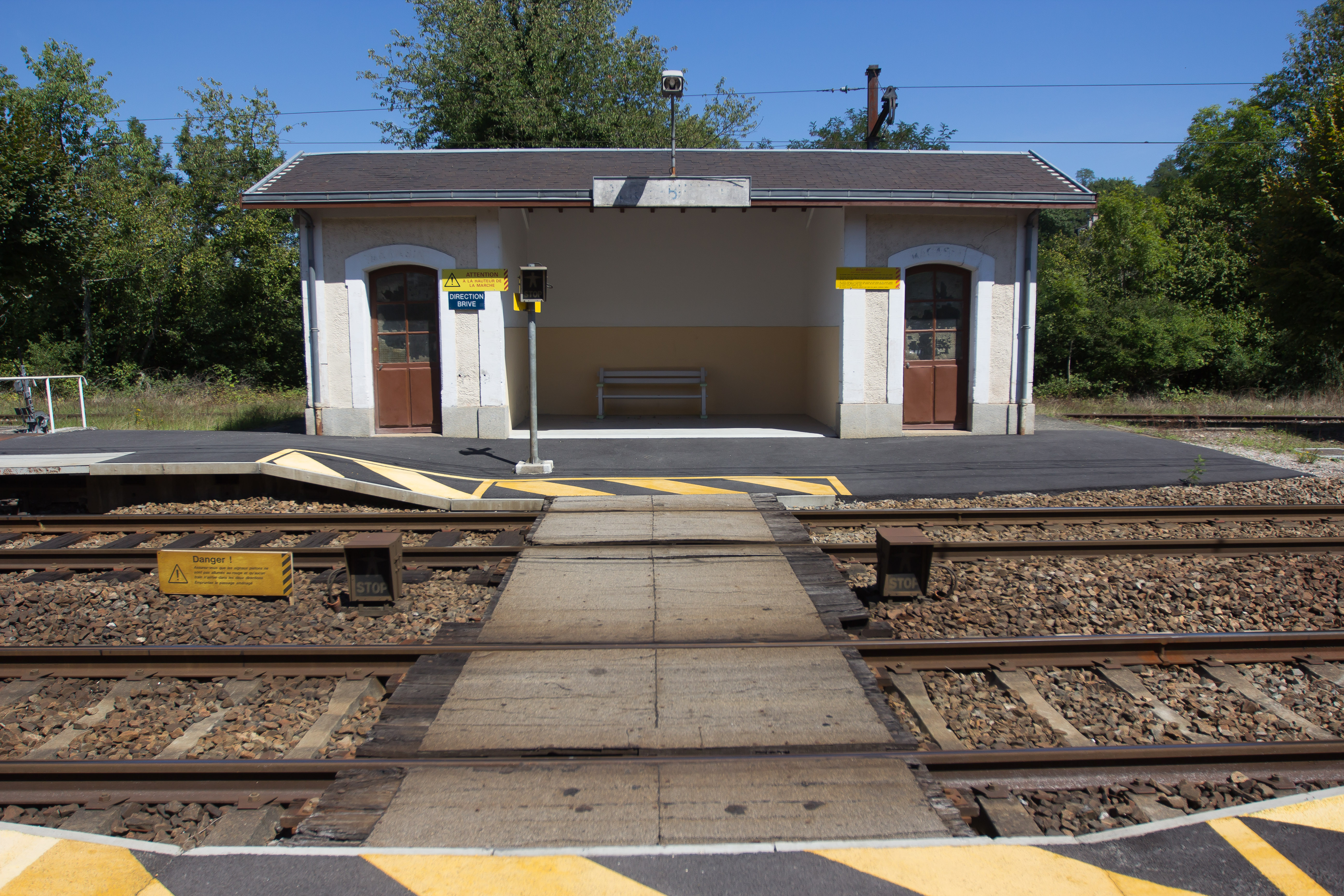
L'abri de quai de la voie 1 (voie en direction de Brive-la-Gaillarde) et le passage piéton planchéié.
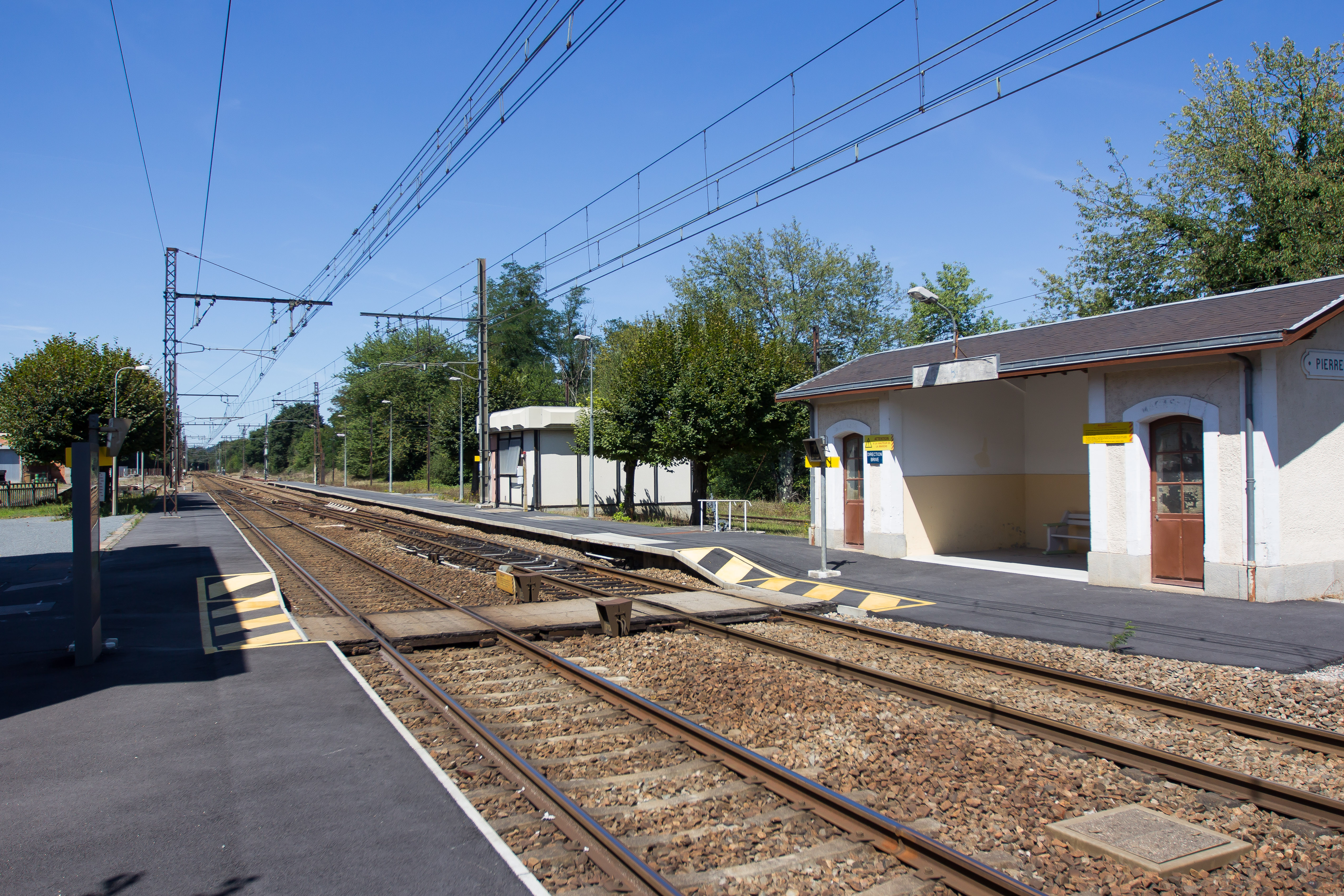
Les voies vues en direction de Limoges.
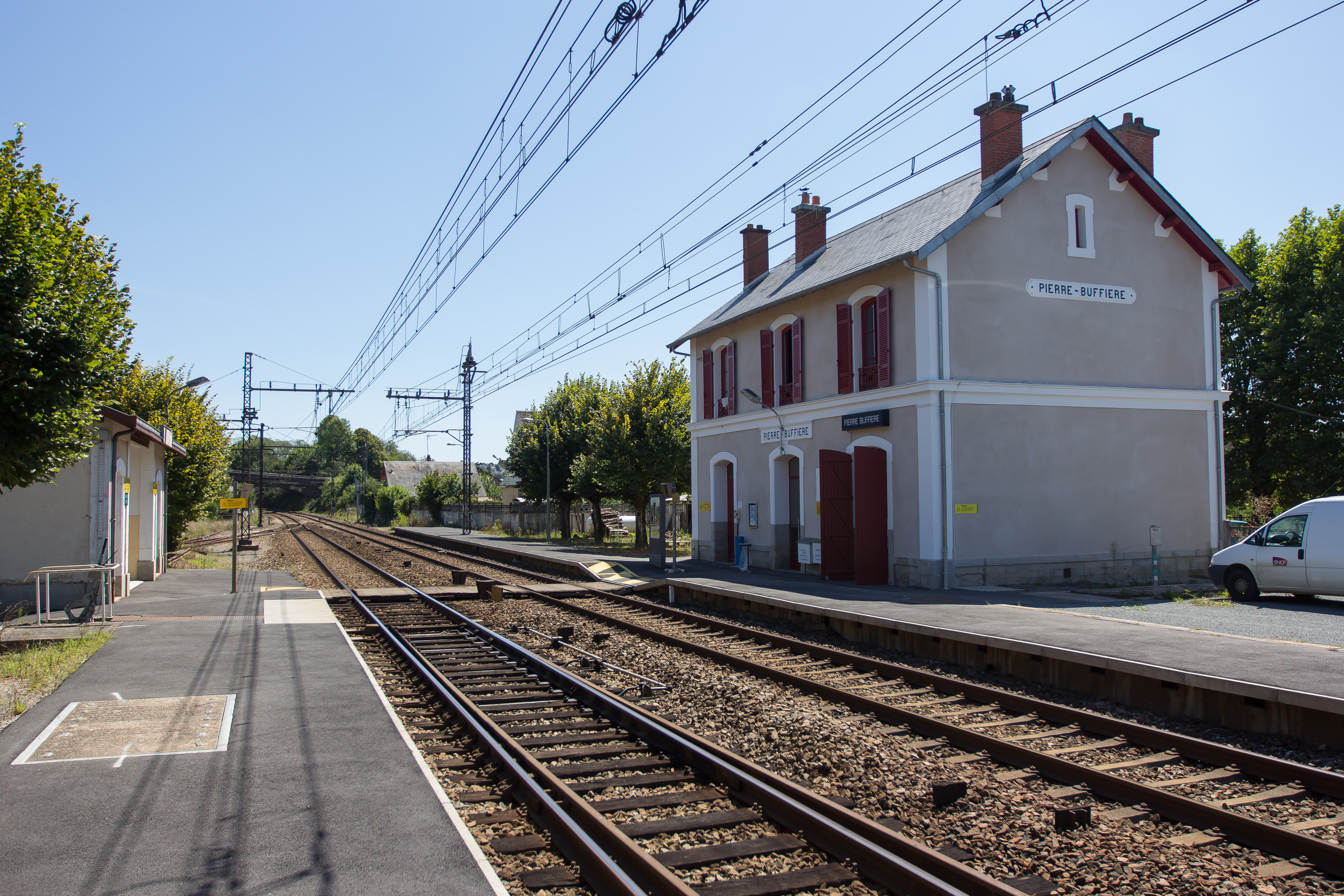
Les voies vues en direction de Brive-la-Gaillarde.